# Tuncuhuini
Tuncuhuini är en ort i Mexiko.   Den ligger i kommunen Coxquihui och delstaten Veracruz, i den sydöstra delen av landet, 190 km nordost om huvudstaden Mexico City. Tuncuhuini ligger 123 meter över havet och antalet invånare är 406.
Terrängen runt Tuncuhuini är platt åt nordost, men åt sydväst är den kuperad. Runt Tuncuhuini är det ganska tätbefolkat, med 72 invånare per kvadratkilometer. Närmaste större samhälle är Jopala, 17,2 km sydväst om Tuncuhuini. Omgivningarna runt Tuncuhuini är en mosaik av jordbruksmark och naturlig växtlighet.